# 로런스 티어니
로런스 티어니(Lawrence Tierney, 1919년 3월 15일 ~ 2002년 2월 26일)는 미국의 배우이다.

## 출연 작품
- 아마겟돈 (1998)
- 48시간의 킬링 게임 (1996)
- 키스 굿나잇 (1994)
- 쥬니어 (1994)
- 미드나잇 2 (1993)
- 사랑의 사고 (1993)
- 저수지의 개들 (1992)
- 위자드 오브 더 데몬 스워드 (1991)
- 룬스톤 (1991)
- 꿈꾸는 도시 (1991)
- 전설의 대도 딜린저 (1991)
- 천재 도둑과 장인 그리고 여자 (1990)
- 하우스 3 (1989)
- 터프가이는 춤을 못 춰 (1987)
- 악마의 분신 (1985)
- 프리찌스 오너 (1985)
- 미드나잇 (1982)
- 로즈마리 킬러 (1981)
- 글로리아 (1980)
- 엔디 워홀스 배드 (1977)
- 유괴 (1975)
- 서치 굿 프렌즈 (1971)
- 기다리는 아이 (1963)
- 부츠 한 켤레 (1962)
- 지상 최대의 쇼 (1952)
- 보디가드(영어판) (1948)
- 본 투 킬(영어판) (1947)
- 백 투 바탄 (1945)
- 딜린저 (1945)
- 유령선(영어판) (1943)